# Nonito Donaire
Nonito Donaire jr. (Talibon, 16 november 1982) is een Filipijns professioneel bokser. Donaire, die ook wel "The Filipino Flash" was van juli 2007 tot juli 2009 de IBF en IBO wereldkampioen vlieggewicht. Hij gaf zijn titel op, om een gewichtsklasse hoger te kunnen uitkomen.

## Carrière
In 2001 werd Donaire professioneel bokser. Op 9 september 2002 won Donaire zijn eerste titel, toen hij Kaichon Sor Vorapin versloeg in een gevecht om de vacante WBO Aziatische/Oceanische vlieggewicht titel door een knock-out in de tweede ronde.

## Resultaten
| Datum      | Resultaat | Tegenstander        | Type           | Ronde | Locatie        |
| ---------- | --------- | ------------------- | -------------- | ----- | -------------- |
| 1-1-2001   | Winst     | Jose Lazaro         | KO             | 1     | Inglewood      |
| 10-3-2001  | Verlies   | Rosendo Sanchez     | Jury (unaniem) | 5     | Vallejo        |
| 8-6-2001   | Winst     | Saul Santoyo        | Jury (unaniem) | 4     | Inglewood      |
| 3-7-2001   | Winst     | Jose Luis Torres    | TKO            | 1     | Monterey       |
| 31-5-2002  | Winst     | Noel Alma           | KO             | 1     | Paranaque City |
| 1-9-2002   | Winst     | Kaichon Sor Vorapin | KO             | 2     | Agana          |
| 2-11-2002  | Winst     | Mark Sales          | Jury (unaniem) | 8     | Taguig City    |
| 27-6-2003  | Winst     | Jorge López         | TKO            | 1     | Vallejo        |
| 18-6-2004  | Winst     | Ricardo Barrera     | TKO            | 4     | Montebello     |
| 12-11-2004 | Winst     | Gilberto Bolanos    | Jury (unaniem) | 8     | Montebello     |
| 13-5-2005  | Winst     | Paulino Villalobos  | TKO            | 6     | San Jose       |
| 2-7-2005   | Winst     | Larry Olvera        | Jury (unaniem) | 6     | Reno           |
| 1-10-2005  | Winst     | Daniel Gonzalez     | KO             | 1     | Reno           |
| 5-11-2005  | Winst     | Ilido Julio         | Jury (unaniem) | 8     | Stateline      |
| 20-1-2006  | Winst     | Kahren Harutyunyan  | Jury           | 10    | Temecula       |
| 29-7-2006  | Winst     | Jose Luis Cardenas  | TKO            | 2     | Santa Ynez     |
| 7-10-2006  | Winst     | Oscar Andrade       | Jury (unaniem) | 12    | Las Vegas      |
| 12-5-2007  | Winst     | Kevin Hudgins       | TKO            | 1     | Reno           |
| 7-7-2007   | Winst     | Vic Darchinyan      | TKO            | 5     | Bridgeport     |
| 1-12-2007  | Winst     | Luis Maldonado      | TKO            | 8     | Mashantucket   |
| 1-11-2008  | Winst     | Moruti Mthalane     | TKO            | 6     | Las Vegas      |
| 19-4-2009  | Winst     | Raul Martinez       | TKO            | 4     | Quezon City    |
| 15-8-2009  | Winst     | Rafael Concepcion   | Jury (unaniem) | 12    | Las Vegas      |